# Ben Sheaf
Benjamin David Sheaf (5 de febrero de 1998) es un futbolista inglés que juega como centrocampista cedido para el Coventry City proveniente del Arsenal. Ha representado a Inglaterra en categorías juveniles.

## Carrera de club

### Arsenal
Sheaf empezó su carrera juvenil en West Ham United a la edad de 13 años, antes de unirse al Arsenal juvenil el 2 de julio de 2014. Se ganó un elogio del entrenador del equipo sénior, Arsène Wenger, quién dijo que Sheaf era "siempre al frente del juego". Anotó su primer gol con el Arsenal sub-19 en un 3_2 contra el  Olympiacos el 29 de septiembre de 2015, donde encuentra la red en el minuto 41 desde el punto de penalti.
En octubre de 2015, Sheaf fue invitado a entrenar con el primer equipo, días más tarde fue convocado en una derrota por 3-0 contra el Sheffield Wednesday. Declaró que a pesar del resultado no satisfactorio, la experiencia de estar en el primer equipo era buena, para el poder "ver como las cosas se hacen”. Hizo su debut en el Arsenal el 19 de octubre de 2017, entrando como sustituyendo a Francis Coquelin  en el minuto 89 en una victoria por 1-0 contra el  Estrella roja de Belgrado  en la UEFA Europa League.

#### Cesión en Stevenage
Sheaf fichó por el Stevenage de la League Two en una cesión el 26 de enero de 2018 hasta el final de la temporada. Hizo su debut en el club perdiendo por 2-0 contra el Notts County en la liga el 24 de febrero. Jugó 10 partidos durante su cesión en Stevenage.

#### Cesión en Doncaster Rovers
Sheaf llegó cedido durante 6 meses a la League One para jugar en Doncaster Rovers el 12 de julio de 2019. Hizo su debut como titular en un empate por 1-1 contra el Gillingham el 3 de agosto. Su contrato de cesión fue extendido hasta el final de la temporada 2019-20 el 7 de enero de 2020. El 15 de febrero de 2020, anotó su primer tanto con el club en una derrota contra el Gillingham. Al final, Sheaf jugó 38 partidos en todas las competiciones para el Doncaster Rivers.

#### Cesión en Coventry City
El 4 de septiembre de 2020, Sheaf llegó nuevamente a la Championship para jugar cedido a largo tiempo con opción de compra en Coventry City. Hizo su debut en el club en una derrota contra el Bristol City por 2-1 el 12 de septiembre.

## Carrera internacional
Sheaf debutó para Inglaterra Sub-16 en la Victory Shield. En julio de 2014, había jugado dos veces para la selección sub-16. Formó parte de Inglaterra sub-18 para jugar dos partidos amistosos contra los Países Bajos en septiembre de 2015. Ganaron 2–0 en el primer encuentro con gol de Sheaf desde el punto de penalti y empataron el segundo por 0-0.

## Vida personal
Sheaf proviene de una familia deportiva. Su madre era jugador profesional de voleibol y su hermano mayor, Jake, es también un jugador profesional de voleibol. El padre de Sheaf era futbolista a nivel local y su hermano pequeño, Max, fue jugador del Arsenal, actualmente pertenece al Torquay United, y está cedido en el Hull Ciudad.

## Estadística de carrera
| Club                        | Temporada     | Liga           | Liga     | Liga  | FA Cup   | FA Cup | EFL Cup  | EFL Cup | Otro     | Otro  | Total    | Total |
| Club                        | Temporada     | División       | Partidos | Goles | Partidos | Goles  | Partidos | Goles   | Partidos | Goles | Partidos | Goles |
| --------------------------- | ------------- | -------------- | -------- | ----- | -------- | ------ | -------- | ------- | -------- | ----- | -------- | ----- |
| Arsenal                     | 2017–18       | Premier League | 0        | 0     | 0        | 0      | 1        | 0       | 1        | 0     | 2        | 0     |
| Arsenal                     | 2018–19       | Premier League | 0        | 0     | 0        | 0      | 0        | 0       | 1        | 0     | 1        | 0     |
| Arsenal                     | 2019–20       | Premier League | 0        | 0     | 0        | 0      | 0        | 0       | —        | —     | 0        | 0     |
| Arsenal                     | 2020–21       | Premier League | 0        | 0     | 0        | 0      | 0        | 0       | —        | —     | 0        | 0     |
| Arsenal                     | Total         | Total          | 0        | 0     | 0        | 0      | 1        | 0       | 2        | 0     | 3        | 0     |
| Stevenage (Préstamo)        | 2017–18       | League Two     | 10       | 0     | 0        | 0      | 0        | 0       | —        | —     | 10       | 0     |
| Doncaster Rovers (Préstamo) | 2019–20       | League One     | 32       | 1     | 3        | 0      | 1        | 0       | 2        | 0     | 38       | 1     |
| Coventry City (préstamo)    | 2020–21       | Championship   | 29       | 0     | 1        | 0      | 1        | 0       | —        | —     | 31       | 0     |
| Total carrera               | Total carrera | Total carrera  | 71       | 1     | 4        | 0      | 3        | 0       | 4        | 0     | 82       | 1     |

1. ↑  «Apariciones en la Europa League».
2. ↑  «Apariciones en EFL Trophy con el Arsenal sub21».
3. ↑  «Apariciones en EFL Trophy».

## Carrera Juvenil
| Club                   | País       | Año       |
| ---------------------- | ---------- | --------- |
| West Ham United F.C.   | Inglaterra | 2011-2014 |
| Manchester United F.C. | Inglaterra | 2014-2017 |